# تپه آج دویوران
تپه آج دویوران مربوط به دوره اشکانیان است و در شهرستان مشگین‌شهر، بخش مرکزی، دهستان شعبان، روستای ینگجه واقع شده و این اثر در تاریخ ۱۲ دی ۱۳۸۶ با شمارهٔ ثبت ۲۰۳۳۲ به‌عنوان یکی از آثار ملی ایران به ثبت رسیده است.